# Estação Ferroviária de Sidrolândia
A Estação Ferroviária de Sidrolândia foi uma construção destinada a embarque ou desembarque de passageiros de trem e, secundariamente, ao carregamento e descarregamento de carga transportada. Usualmente consistia em um edifício para passageiros (e possivelmente para cargas também), além de outras instalações associadas ao funcionamento da ferrovia. 

## Histórico
A Estação Central de Sidrolândia foi inaugurada em 19 de abril de 1944 e se chamava inicialmente Anhanduí, nome oficial até 1953, sendo o primeiro trecho do ramal que ia inicialmente até Maracaju. Durante o seu projeto, tinha o nome de Vacaria. Em meados de 1960 já tinha o nome atual. Em 1 de junho de 1996, foi feita a última viagem que passou pela estação.
A estação foi utilizada pela E. F. Noroeste do Brasil entre 1944 e 1975 e pela RFFSA de 1975 até 1996 quando deixou de operar.

## Outras estações ferroviárias do município

### Guavira
A Estação de Guavira foi inaugurada em 1 de outubro de 1936 sendo o primeiro trecho do ramal que ia inicialmente até Maracaju. Em 1 de junho de 1996, foi feita a última viagem que passou pela estação. Segundo fontes, em 2002 o prédio estava sendo servido como moradia.

### Bolicho
A Estação de Bolicho foi inaugurada em 19 de abril de 1944 sendo o primeiro trecho do ramal que ia inicialmente até Maracaju. O terreno que se encontra a estação pertenceu na época da construção a Clemente Raimundo Pereira (o Clemente Cangussu). Em 1 de junho de 1996, foi feita a última viagem que passou pela estação. Em 2011 segue em pé e razoavelmente bem conservada.

### Piuva
A Estação de Piuva foi inaugurada em 21 de janeiro de 1945 sendo o primeiro trecho do ramal que ia inicialmente até Maracaju. Durante a construção da linha se chamou São Bento e Serrote. Em 1 de junho de 1996, foi feita a última viagem que passou pela estação.

### Posto do Km 103
Não há registro da data de fundação desta estação. Sabe-se apenas que já constava nas relações da Noroeste do Brasil em 1959. Em 1 de junho de 1996, foi feita a última viagem que passou pela estação.

### Piqui
A Estação de Piqui foi inaugurada em 19 de abril de 1944 sendo o primeiro trecho do ramal que ia inicialmente até Maracaju. Em 1 de junho de 1996, foi feita a última viagem que passou pela estação.

### Brilhante
A Estação de Brilhante foi inaugurada em 19 de abril de 1944. Segundo fontes, em 1991, o trem partia de Ponta Porã às 8:45 e outro saía de Campo Grande às 9:00, daí chegavam na estação por volta de 12:30. Em 1 de junho de 1996, foi feita a última viagem que passou pela estação.